# Squadra montenegrina di Coppa Davis
La squadra montenegrina di Coppa Davis rappresenta il Montenegro nella Coppa Davis, ed è posta sotto l'egida della Teniski savez Crne Gore (TSCG).
La squadra partecipa alla competizione dal 2007 dopo l'ottenuta indipendenza del paese, ed il suo miglior risultato fino ad oggi consiste nel raggiungimento del Gruppo II della zona Euro-Africana.

## Organico 2011
Aggiornato al match delle fasi zonali contro la Moldavia del 14 maggio 2011. Fra parentesi il ranking del giocatore nel momento della disputa degli incontri.
- Goran Tošić (ATP #454)
- Ljubomir Čelebić (ATP #1394)
- Nemanja Kontić (ATP doppio #1157)
- Ivan Saveljić (ATP #)